# Sciotropis lattkei
Sciotropis lattkei är en trollsländeart som beskrevs av De Marmels 1994. Sciotropis lattkei ingår i släktet Sciotropis och familjen Megapodagrionidae. IUCN kategoriserar arten globalt som starkt hotad. Inga underarter finns listade i Catalogue of Life.